# Antônio Alves de Araújo
Antônio Alves de Araújo (Morretes, 6 de novembro de 1803 — Palmeira, 22 de abril de 1887) foi um político brasileiro. Irmão do também presidente paranaense Manuel Alves de Araújo.
Foi vice-presidente da província do Paraná, assumindo a presidência interinamente duas vezes, de 26 de maio a 3 de setembro de 1883 e de 24 de agosto a 18 de setembro de 1885.